# Fedor Wasylewicz Rudecki
Fedor (Teodor) Wasylewicz Rudecki herbu własnego – cześnik wołyński w latach 1580–1604.
Poseł województwa wołyńskiego na sejm 1578 roku, sejm pacyfikacyjny 1589 roku, podpisał traktat bytomsko-będziński, poseł województwa wołyńskiego na sejm 1598 roku.
Deputat na Trybunał Główny Koronny z województwa wołyńskiego w 1592 roku.